# Bonnemain
Bonnemain en francés y oficialmente, Bonmean en bretón, es una localidad y comuna francesa en la región administrativa de Bretaña, en el departamento de Ille y Vilaine y distrito de Saint-Malo. 

## Demografía
| 1 583 | 1 308 | 1 485 | 1 533 | 1 772 | 1 793 | 1 710 | 1 708 | 1 728 | 1 832 | 1 902 | 1 889 | 1 931 | 1 989 | 2 038 | 1 950 | 1 938 | 1 877 | 1 812 | 1 719 | 1 432 | 1 429 | 1 431 | 1 370 | 1 293 | 1 381 | 1 286 | 1 251 | 1 094 | 1 149 | 1 177 | 1 138 | 1 270 |
| Para los censos de 1962 a 1999 la población legal corresponde a la población sin duplicidades (Fuente: INSEE [Consultar]) |       |       |       |       |       |       |       |       |       |       |       |       |       |       |       |       |       |       |       |       |       |       |       |       |       |       |       |       |       |       |       |       |

## Lugares de interés
- Iglesia parroquial de Saint-Martin et Saint-Samson